# Liteni
Liteni este un oraș în județul Suceava, Moldova, România, format din localitatea componentă Liteni (reședința), și din satele Corni, Roșcani, Rotunda, Siliștea și Vercicani. La recensământul din anul 2011, localitatea avea o populație de 9.596 locuitori, fiind al zecilea centru urban ca mărime al județului. A fost declarat oraș prin Legea 83/2004, împreună cu alte 7 localități din județul Suceava.
În ciuda promovării de la statutul de comună la cel de oraș, Liteni este o așezare cu un aspect preponderent rural și cu îndeletniciri în general agrare ale locuitorilor. Aria de influență urbană a localității asupra celorlalte localități din jurul acesteia este aproape inexistentă, deoarece Liteni rămâne în umbra orașului Dolhasca cu care se învecinează, un oraș asemănător, ce și-a căpătat acest statut de asemenea prin Legea 83/2004.
Liteni este așezat în partea sud-estică a județului Suceava, la confluența râurilor Suceava și Siret. Localitatea are o mică industrie proprie reprezentată de balastiere, confecții textile, abatoare, fabrică de lactate și altele. În Liteni există 4 grădinițe, 8 școli și un liceu (Liceul Tehnologic „Iorgu Vârnav Liteanu”). Din structura orașului Liteni fac parte satele: Corni, Roșcani, Rotunda, Siliștea și Vercicani.
Până la reforma administrativă din 1950, Liteni a făcut parte din județul Baia.

## Geografie

### Localizare
Orașul Liteni este situat în partea central-estică a Podișului Sucevei, în depresiunea cu același nume, subunitate a Podișului Moldovei, la confluența râului Suceava cu râul Siret.
Vecinii orașului Liteni sunt următorii: la nord comunele Udești și Fântânele, la est comunele Vorona și Tudora din județul Botoșani, la sud orașul Dolhasca și comuna Dolhești, iar la vest comuna Vulturești.
Față de reședința județului, municipiul Suceava, Liteni este situat la o distanță de 28 km și la o depărtare de 30–40 km de municipiile Botoșani, Fălticeni și Pașcani.
Localitatea are o formă apropiată de a unui semicerc, cu deschiderea pe albia minoră a râului Siret la est și până pe culmile dealurilor Siliștea, Pleșa și Harbuz la vest și sud.
Distanțele maxime între marginile orașului, în linie dreaptă, sunt de 10,5 km pe direcția vest-est între Siliștea și vestul localității Măldărești și de 11,1 km de la nord de satul Roșcani până la limita sudică a satului Corni.

### Relief
Evoluția paleogeografică reprezintă continuarea marii unități geostructurale a platformei moldo-podolice, scufundată la o adâncime de peste 1500 metri. Peste acest cristalin precambrian urmează cuvertura de sedimente necutate paleozoice, mezozoice și neozoice.
Interacțiunea factorilor externi ca apa, aerul, temperatura a avut drept rezultat un relief caracterizat de forme structurale, sculpturale și acumulative. Datorită acțiunii de modelare a factorilor externi, în primul rând al apelor curgătoare, relieful orașului capătă aspect colinar-deluros.
Altitudinea variază între 235 metri (în aval de confluența râului Suceava cu râul Siret) și 493 metri (Dealul Pleșa).

### Soluri
Solurile brune, cu un orizont gros de humus, ocupă areale importante pe interfluviul Suceava-Siret, implicit și în Depresiunea Liteni. Suprafețele structurale sunt slab înclinate de la nord-vest spre sud-est și cunosc o dezvoltare importantă a solurilor podzolice brune. Caracteristicile solurilor extramontane favorizează îndeosebi cultura cartofului, cerealelor păioase, plantelor tehnice, porumb, etc.
Aprecierea calității solurilor se face prin încadrarea lor în clase de calitate, așa cum au fost ele definite în studiile de specialitate și în legislația în vigoare: „Studiul fondului funciar al României”, elaborat de I.G.F.C.O.T. București în 1983 și Legea Nr. 18/1991 privind fondul funciar. Gruparea terenurilor în clase după pretabilitatea la arabil s-a realizat luându-se în considerare natura și intensitatea factorilor limitativi ai producției agricole dintre care unii sunt legați direct de sol cum ar fi: textura, sărăturarea, panta, etc. Pe teritoriul orașului Liteni există următoarele tipuri principalele de soluri:
- solurile brun închise de pădure, cuprinse între 250-380 metri altitudine, pe suprafețe orizontale sau cu pante line, cu un drenaj bun;
- solurile brune de pădure podzolice la altitudine de 230-430 metri, caracteristice zonei de pădure;
- solurile podzolice argilo-iluviale sunt la altitudine de peste 400 metri, de exemplu în Dealul Harbuz;
- solurile aluviale le întâlnim pe văile Șomuzului Mic, Suceava și Siret, în diferite grade de evoluție.

Pentru aceste terenuri se recomandă măsuri de combaterea eroziunii de suprafață prin lucrări de terasare și consolidare a versanților combinate cu lucrări cu caracter ameliorativ de desecare, nivelare-moderare, lucrări antierozionale.

### Climă
Clima este una temperat-continentală. Venind dinspre vest, masele de aer își pierd treptat din umezeală în timpul traversării Carpaților Orientali, încât în partea estică a județului ajung mai uscate, clima suferind un proces de continentalizare. Aerul de origine nordică aduce ninsori iarna și ploi reci primăvara și toamna. Din est, județul primește influențe climatice continentale cu secetă vara, cu cer senin, ger și viscole iarna. Temperaturile minime coboară uneori până la -38,5 °C, iar temperatura cea mai ridicată a fost de 39,8 °C (în iulie 2000). Media primului îngheț de toamnă este 16 octombrie, iar a ultimului îngheț de primăvară este la 16 aprilie.
Precipitațiile căzute sub formă de ploaie reprezintă 70-80% din totalul acestora. Media multianuală este de 567 mm/an. Cele mai mici cantități de precipitații se înregistrează în luna februarie, iar cantitățile cele mai abundente sunt de obicei în lunile mai și iunie. În Depresiunea Liteni, direcțiile predominante a vântului sunt cele dinspre nord-est (40%), urmate de cele de sud-est (15%) și de sud, sud-vest (12%). O contribuție importantă la direcția nord-est o are valea râului Suceava care este orientată pe aceeași direcție pe care se canalizează aerul, având o viteză medie de 3,7 m/s. Zilele cu cer acoperit sunt mai numeroase iarna și primăvara. Numărul mediu de zile senine ajunge la 115 pe parcursul unui an.

### Floră
Liteni are o suprafață totală de spații verzi de 6,4 hectare, ceea ce reprezintă 0,88% din suprafața orașului, respectiv 6,2 mp/locuitor. Ținând cont că media pentru România este de 12 mp/locuitor, se înregistrează un deficit de spațiu verde de 5,8 mp/locuitor.
Peisajul natural al orașului este reprezentat de pădurile de pe Dealul Harbuzului, de la Poiana Ursului și de pe Dealul Siliștea. Vegetația azonală se găsește în luncile Siretului și Sucevei unde apar suprafețe de păduri de salcie, plop, răchită și arin negru (zăvoaie de luncă) și o vegetație ierboasă alcătuită din stuf, papură, pir, iarba câmpului, coada vulpii, firuță etc. În flora spontană se întâlnesc arbuști fructiferi cu pondere economică mică: soc negru, porumbar, alun, păducel, cireș sălbatic.

### Faună
Efectivele de vânat (existent și optim) sunt constituite din iepure, vulpe, mistreț și căprioară.
Fauna mai prezintă elemente tipice de stepă și silvostepă: popândău, șoarece de câmp, șobolan de câmp, nevăstuică și cârtița.
Păsările sunt reprezentate de cioară, pițigoi, gaiță, ciocârlie, privighetoare, sticlete, cuc, găinușă, barză, rață pitică, nagâț, iar reptilele de șopârle și șerpi.
Un loc important îl ocupă fauna piscicolă. Printre speciile care populează apele râurilor sunt: clean, scobar, crap, plătică, zvârlugă, țipar etc. precum și numeroase specii de batracieni, broaște țestoase etc.

## Demografie
Componența etnică a orașului Liteni
     Români (92,88%)
     Alte etnii (7,12%)
Componența confesională a orașului Liteni
     Ortodocși (90,03%)
     Penticostali (1,84%)
     Alte religii (0,84%)
     Necunoscută (7,29%)
Conform recensământului efectuat în 2021, populația orașului Liteni se ridică la 8.878 de locuitori, în scădere față de recensământul anterior din 2011, când fuseseră înregistrați 9.596 de locuitori. Majoritatea locuitorilor sunt români (92,88%). Din punct de vedere confesional, majoritatea locuitorilor sunt ortodocși (90,03%), cu o minoritate de penticostali (1,84%), iar pentru 7,29% nu se cunoaște apartenența confesională.

## Politică și administrație
Orașul Liteni este administrat de un primar și un consiliu local compus din 17 consilieri. Primarul, Tomiță Onisii[*], de la Partidul Național Liberal, este în funcție din 2008. Începând cu alegerile locale din 2024, consiliul local are următoarea componență pe partide politice:
|  | Partid                          | Consilieri | Componența Consiliului | Componența Consiliului | Componența Consiliului | Componența Consiliului | Componența Consiliului | Componența Consiliului | Componența Consiliului | Componența Consiliului | Componența Consiliului | Componența Consiliului | Componența Consiliului | Componența Consiliului |
|  | ------------------------------- | ---------- | ---------------------- | ---------------------- | ---------------------- | ---------------------- | ---------------------- | ---------------------- | ---------------------- | ---------------------- | ---------------------- | ---------------------- | ---------------------- | ---------------------- |
|  | Partidul Național Liberal       | 12         |                        |                        |                        |                        |                        |                        |                        |                        |                        |                        |                        |                        |
|  | Partidul Social Democrat        | 3          |                        |                        |                        |                        |                        |                        |                        |                        |                        |                        |                        |                        |
|  | Alianța pentru Unirea Românilor | 2          |                        |                        |                        |                        |                        |                        |                        |                        |                        |                        |                        |                        |

## Istoric
Liteni: Cea mai veche mărturie este din 31 iulie 1463 când Ștefan cel Mare întărește lui Luca Arbore portar, satele Vorona și Ruși: „din hotarul acestor sate să fie pre unde au hotărât dumnealui, începându-se din hotarul lui Dragomir Liteanu, drept piste valea Voronei, și de la Siretu”. (D.I.R. sec. XIV-XV, A, I, 330)
Corni (Cornișor): Cea mai veche mărturie este din 25 ianuarie 1648 când Ion Bercea din Corni e martor când slugile domnești Ursu și Pătrașcu, feciorii lui Botez din Giurgești au primit danie o jrebie în Siliște.
Roșcani (satul lui Petru Rusu, satul Ruși): Cea mai veche mărturie este din 31 iulie 1463 când Ștefan cel Mare întărește lui Luca Arbore, satele Vorona și Ruși.
Rotunda: În 1824 se ridică biserica satului.
Siliștea (Seliște): Cea mai veche mărturie este din 20 octombrie 1606 când Simion Movilă întărește fiilor lui Toader Stânijanul o parte din satul Siliște pe Șomuz, cu părți de moară, din câmp, din poiene și bălți.
Vercicani: Cea mai veche mărturie este din 20 septembrie 1479 când Ștefan cel Mare dă Mitropoliei Sucevei satul Vercicani pe Siret și primește satul Jicovul de Jos cu mori și vamă.
Evenimentele istorice din Moldova din a doua jumătate a secolului al XVIII-lea au făcut ca partea de est și sud-est a ținutului Sucevei să formeze o unitate administrativă cu reședința în localitatea Fălticeni.
Un mare proprietar din regiune, Iorgu Vârnav Liteanu, a avut un rol important în realizarea Unirii de la 1859. Votul său a avut un rol decisiv pentru victoria partidei unioniste. În semn de omagiu, liceul din Liteni se numește astăzi Grupul Școlar „Iorgu Vârnav Liteanu”.

## Obiective turistice
- Biserica Sfântul Nicolae din Liteni – ctitorită în 1782 de boierul Teodor Vârnav-Liteanu.
- Casa Vârnav-Liteanu – datează din secolul al XVIII-lea;
- Monumentul eroilor din Primul Război Mondial – ridicat în anul 1919.
- Gara veche din Liteni – construită de austrieci în a doua jumătate a secolului al XIX-lea.

## Personalități
- Acsinte Gaspar (n. 1937), jurist, deputat de Vâlcea pe listele partidului PDSR (în legislaturile 1996-2000 și 2000-2004), judecător
- Părintele Constantin I. Roșescu, directorul Gimnaziului sătesc din Liteni (care a funcționat între 1920-1930). La Liteni au trăit și copiii preotului Roșescu: Maria (viitor medic oftalmolog în zonă), Constantin (ofițer de jandarmi, participant la Operațiunea Autonomous) și Ioan (mai apoi ofițer de tancuri, erou de război în Munții Tatra) (vedeți aici).
- Vasile Lupu (n. 1950), jurist, om politic
- Victoria Zidaru (n. 1956), sculptoriță și pictoriță.

## Imagini

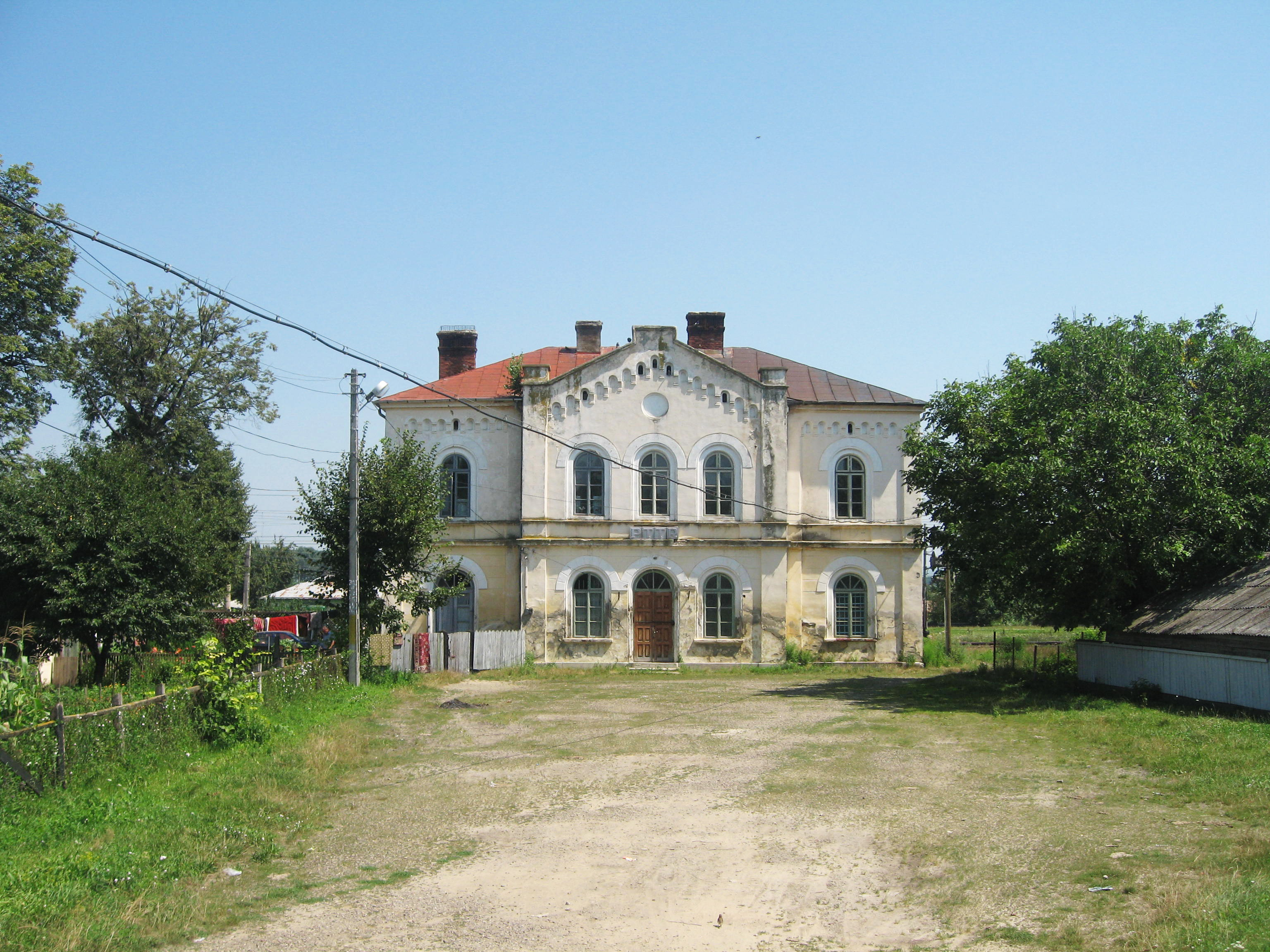
Gara veche din Liteni
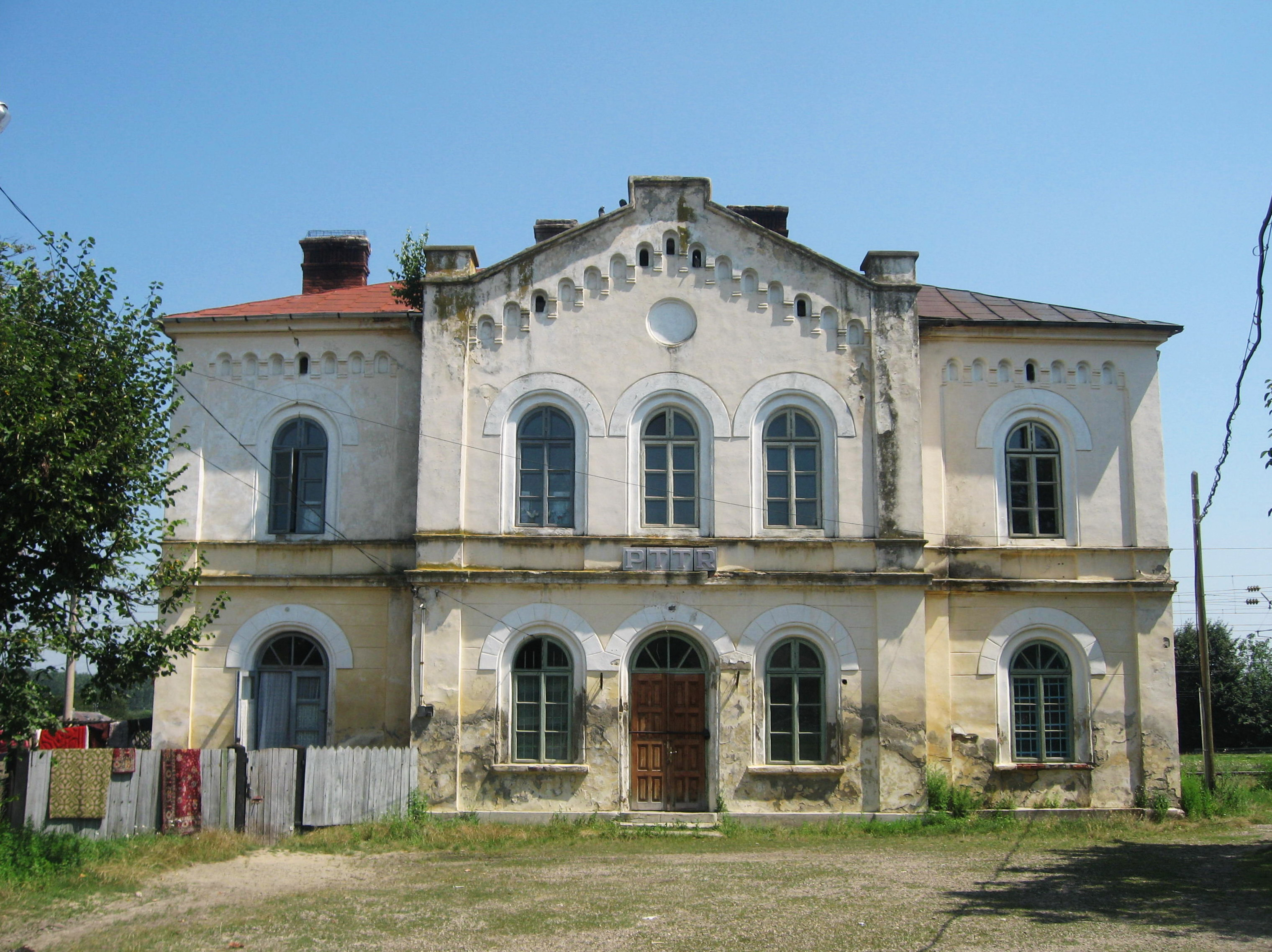
Gara veche din Liteni
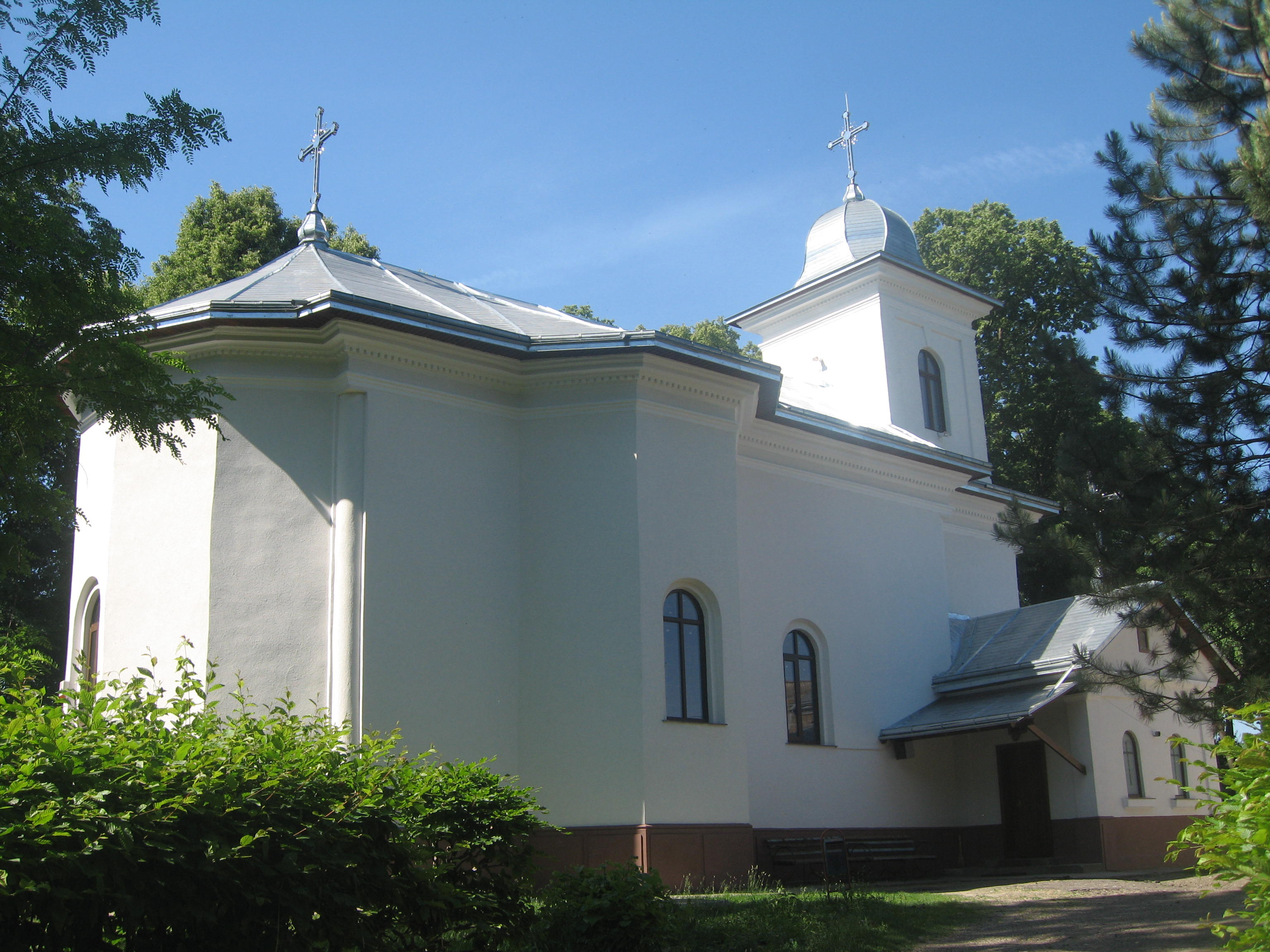
Biserica Sfântul Nicolae din Liteni
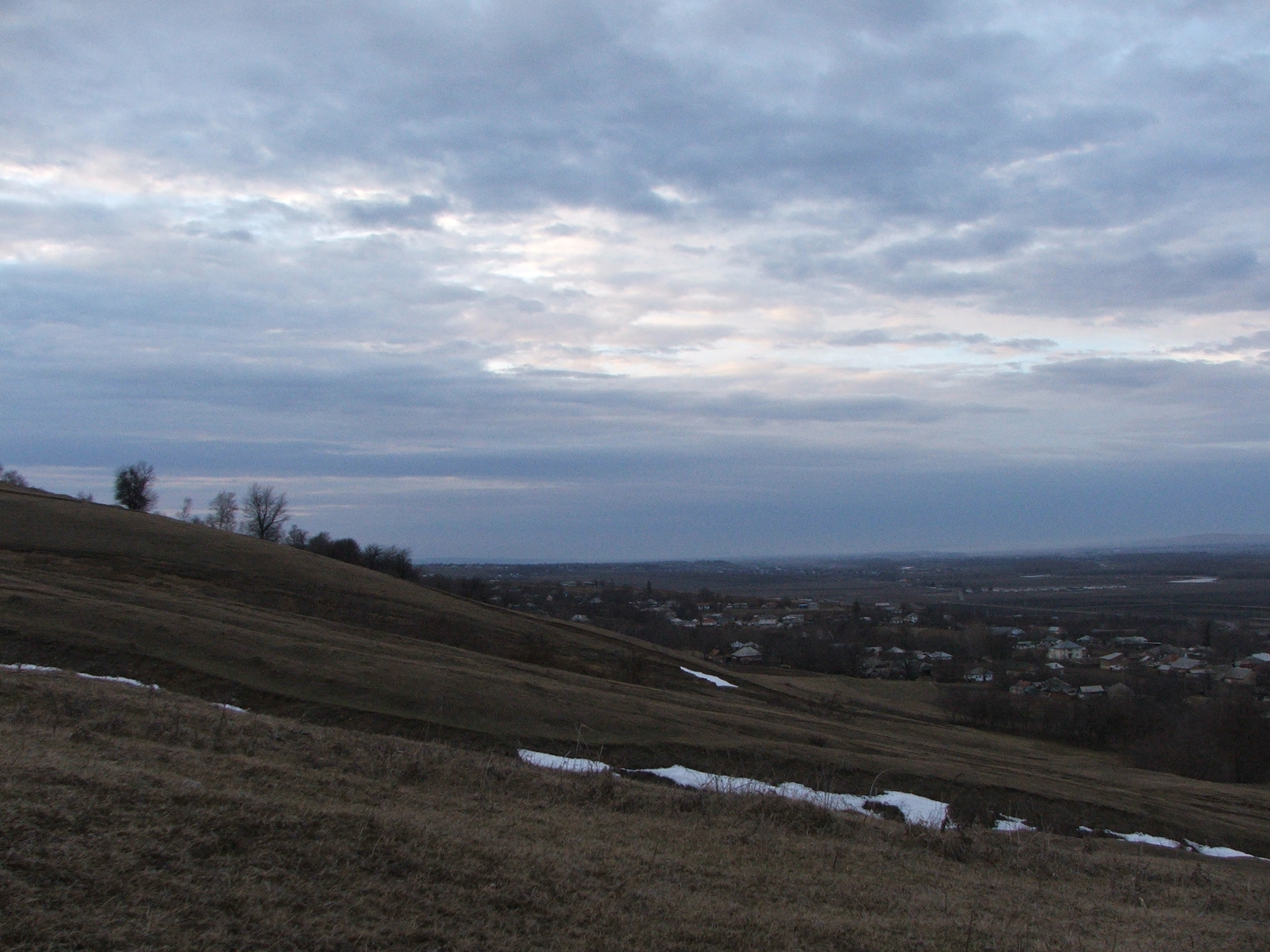
Vedere panoramică Corni